# Синагога оленову (Фінкельштейна)
Синагога оленову — юдейська синагога в Херсоні. Не збереглася.

## Історія
Знаходилася на вулиці Дворянській, 36.
Відвідуваність на початку XX століття — 300 чоловік. Згідно з актом від 27 квітня 1922 року, з власності синагоги вилучили цінностей в 5 фунтів 86 золотників (2 кг 414 г: корона). Усього в синагоги оленову до 23 травня 1922 року було вилучено цінностей у 8 фунтів 14 золотників (3 кг 336 г).